# Andrew Cooper (homme politique travailliste)
Andrew Graham Cooper (né en 1984) est un homme politique du Parti travailliste britannique qui est député de Mid Cheshire depuis les élections générales britanniques de 2024. Il est précédemment conseiller municipal de Northwich et de Cheshire West and Chester.

## Biographie
Cooper fait ses études à l'Université de Manchester où il obtient un baccalauréat en informatique du département d'informatique en 2005.
Avant d'être élu député, Cooper est employé comme directeur du développement de logiciels chez Active Management Systems Limited, un fournisseur de logiciels de cloud computing aux fournisseurs de logements,.